# Netřebice (Boêmia Central)
Netřebice é uma comuna checa localizada na região da Boêmia Central, distrito de Nymburk.